# Ultanus
Der Heilige Ultanus, auch bekannt als Ultan von Fosses (* um 610; † um 686), war ein irischstämmiger Missionar, Bruder des heiligen Fursa und des heiligen Foillan, erster Abt der Abtei Mont-Saint-Quentin.
Als Heiliger der christlichen Kirchen wird er von der katholischen Kirche am 1. Mai gefeiert. Sein Name ist heute als Taufname oder Vorname kaum noch gebräuchlich.

## Leben
Ultan stammte aus einer fürstlichen Familie: Sein Vater Fintan war der Sohn des Königs von Munster, und seine Mutter Gelgehes war die Tochter eines Clanführers (Cluain Fearta).
Mit seinen Bründern, den Heiligen Fursa von Peronne und Foillan von Fosses war er Mönch in Burgh Castle in der Nähe von Yarmouth in England. Als Priester kam er in die südlichen Niederlande, wo er von der heiligen Gertrud empfangen wurde, die ihn zum Seelsorger ihres Klosters in Nivelles ernannte.
Später folgte er seinem Bruder Foillan als Abt der Klöster Fosses-la-Ville und Mont Saint-Quentin in der Nähe von Péronne.
Ultan wurde um 686 in Rœux ermordet und in der Agathakirche in Fosses begraben.